# Пітер Донлон
Пітер Донлон (англ. Peter Donlon, 16 грудня 1906 — 14 грудня 1979) — американський академічний веслувальник.
Олімпійський чемпіон 1928 року в складі вісімки.